# Ємішчан
Ємішчан, Ємішджан (вірм. Եմիշճան, азерб. Yemişcan) — село у Мартунинському районі Нагірно-Карабаської Республіки. Село розташоване північний захід від міста Мартуні.

## Пам'ятки
- В селі розташована церква Святого Степаноса.